# Schackau
Der Wohnplatz Schackau gehört zu Kleinsassen, einem von 16 Ortsteilen der Gemeinde Hofbieber im osthessischen Landkreis Fulda.

## Geschichte
Der Ort wurde 1300 erstmals urkundlich erwähnt und war Sitz des gleichnamigen Amts. Am 31. Dezember 1971 wurde die bis dahin selbständige Gemeinde Kleinsassen und damit auch Schackau in die Gemeinde Hofbieber eingegliedert.

## Politik
Schackau hat einen gemeinsamen Ortsbeirat mit Kleinsassen.